# Fire Phone
Fire Phone（ファイアフォン）はAmazon.comが開発した3D対応のスマートフォン。Foxconnが製造した。2014年6月18日に発表され、Kindle Fireの成功に続くスマートフォン市場へのAmazonの最初の進出だった。発表日当日から予約が可能になっており、アメリカ合衆国では7月25日にAT&T独占で発売された。
ファイアフォンは折り紙付きの機能「ダイナミック・パースペクティブ」で有名である。この機能は４つの前面カメラとジャイロスコープがユーザーの動きを追跡し、OSはUIに適合させることで奥行きと3Dの印象を与える。他の注目すべきAmazonのファイアフォンのサービスには、メディアに関する情報の特定と検索に使用されるX-Ray、24時間カスタマーサービスツールのMayday及びテキスト、サウンド、オブジェクトを自動的に認識し、Amazonのオンラインストアを通じて認識されたアイテムを購入する手段を提供するツールであるFireflyなどがある。
ファイアフォンの評価は、賛否両論だった。批評家はダイナミック・パースペクティブ、Firefly、そしてそれほどではないが搭載されたヘッドフォンを賞賛したが、ビルド、デザイン、AndroidのFire OSバージョン、仕様、AT&Tの排他性を嘲笑った。Amazonは、そのデバイスの売上高を発表しなかったが、価格の急落と1億7000万ドルの評価減の発表でアナリストは、商業的に成功していないと判断した。Amazonは2015年8月にFire Phoneの生産を中止し、すぐに販売を中止した。2017年にNDTVのGadget 360によると、Amazonは「Amazon Ice Phone」と呼ばれる別のスマートフォンの制作を計画しており、Android 7.1.1を実行する完全なAndroidを搭載し、Googleサービスを提供すると噂されている。

## 歴史

### 開発
Fire Phoneは、発売前の数年間に開発中であると噂されてきた。報道されているところによるとAmazonは2010年にスマートフォンの製作を開始し、2011年にAT＆Tにプロトタイプを示した。アマゾンによって設計されたスマートフォンの最初の言及は、ニューヨーク・タイムズ紙が2010年8月にLab 126内の情報筋が「携帯電話市場への参入はアマゾンの手の届かないところだったが、アマゾンは将来スマートフォンを作るという考えを断ったわけではない」と主張していたことだった。まもなく、アマゾンはヒューレット・パッカードからWebOSを購入し、そのソフトウェアと特許を使用して自社のスマートフォンを製作するかもしれないと一部で主張された。同社の現従業員と元従業員によると、Fire Phoneのプロジェクトは、2010年にAppleがiPhone 4を発表した後に始まり、フクロウ属の「Tyto(メンフクロウ)」というコードネームが付けられていた。伝えられるところによるとジェフ・べゾスは「... 素晴らしい機能のリストを構想した。非接触支払いのためのNFC、ユーザーが空中ジェスチャーを介してインターフェースをナビゲートできるハンズフリー・インタラクション、様々な程度の物理的な圧力への道 」をもたらし、その大部分は最終製品に搭載されなかった。彼はまた、「徹底的に製品を監視している」「必要な最小限の決定さえもべゾスを通すように」要求している。Lab126の社員にはダイナミック・パースペクティブのような無関係の機能についてのフラストレーションが溜まっていたが、彼らはジェフ・べゾスに抱いてきた尊敬のゆえに、プロジェクトに取り組み続けた。
その後、2012年にウォール・ストリート・ジャーナルは、アマゾンが画面サイズが4〜5インチのスマートフォンをテストしていると主張した。ブルームバーグはまた、スマートフォンのワイヤレス技術の使用に関する侵害の申し立てを防衛するために、Amazonは特許を取得しようとしていると報じた。The Vergeは「複数の情報源」がAmazon Phoneの存在を確認し、9月に更新されたKindle FireとKindle Paperwhiteとともに発表される予定だと主張した。
2013年にはAmazonがHTCと提携し、Amazonプライム会員で無料となる「Kindle Phone」を製作すると主張する報道があった。Amazonは、同社が「今年にはスマートフォンは発売しない」とし、発売したとしても「無料にはならないだろう」と述べて、これらの噂を否定した。Amazonはそのような噂を否定しながら、スマートフォンを開発し続けており、2013年までに、２つのプロジェクト「Duke」と「Otus」に分かれていた：Otusは（Amazonプライム会員向けに）低コストまたは無料としてDukeの代わりを果たすだろうが、「Duke」は、そのポートフォリオのハイエンドデバイスであることを意図していた。ジェフ・ベゾスは目立たせることのできるスマートフォンだけがAppleのような確立したスマートフォンメーカーに対抗することができ、低コストで貧弱なスマートフォンはアマゾンのブランドを傷つけるだろうと信じ、再考した。多くの噂は正確ではなかったが、いくつかの最終仕様、3Dの使用、リリース日は正しく報告された。

### 発売
このスマートフォンはシアトルのフリーモントシアターで行われたAmazonのCEOジェフ・べゾス主催のプレスイベントで紹介された。期間限定のプロモーションとして、ファイヤーフォンの購入者にAmazonプライム一年間分と1000コイン分のAmazonコインが提供された。AmazonのFire Phoneの価格は、32GBバージョンで199ドル、64GBバージョンで299ドル（AT&Tとの2年契約価格）だった。価格設定の範囲は、AndroidとAppleのフラグシップのスマートフォンと同じ価格帯に設定された。携帯電話が市場に投入されてから6週間後、2年契約の価格は199ドルから0.99ドルに引き下げられ、契約外価格は650ドルから449ドルに下がった。2014年11月、ロック解除されたバージョンの価格は、2015年4月に199ドル、さらに179ドルに下落した。2015年8月に130ドルにさらに下落した後、デバイスは最終的にAmazonサイトで入手できない商品リストにいれられた。2015年8月27日、「Phandroid」のウェブサイトで、AmazonがFire Phoneを終了したと報じられた。

## 性能

### ハードウェア

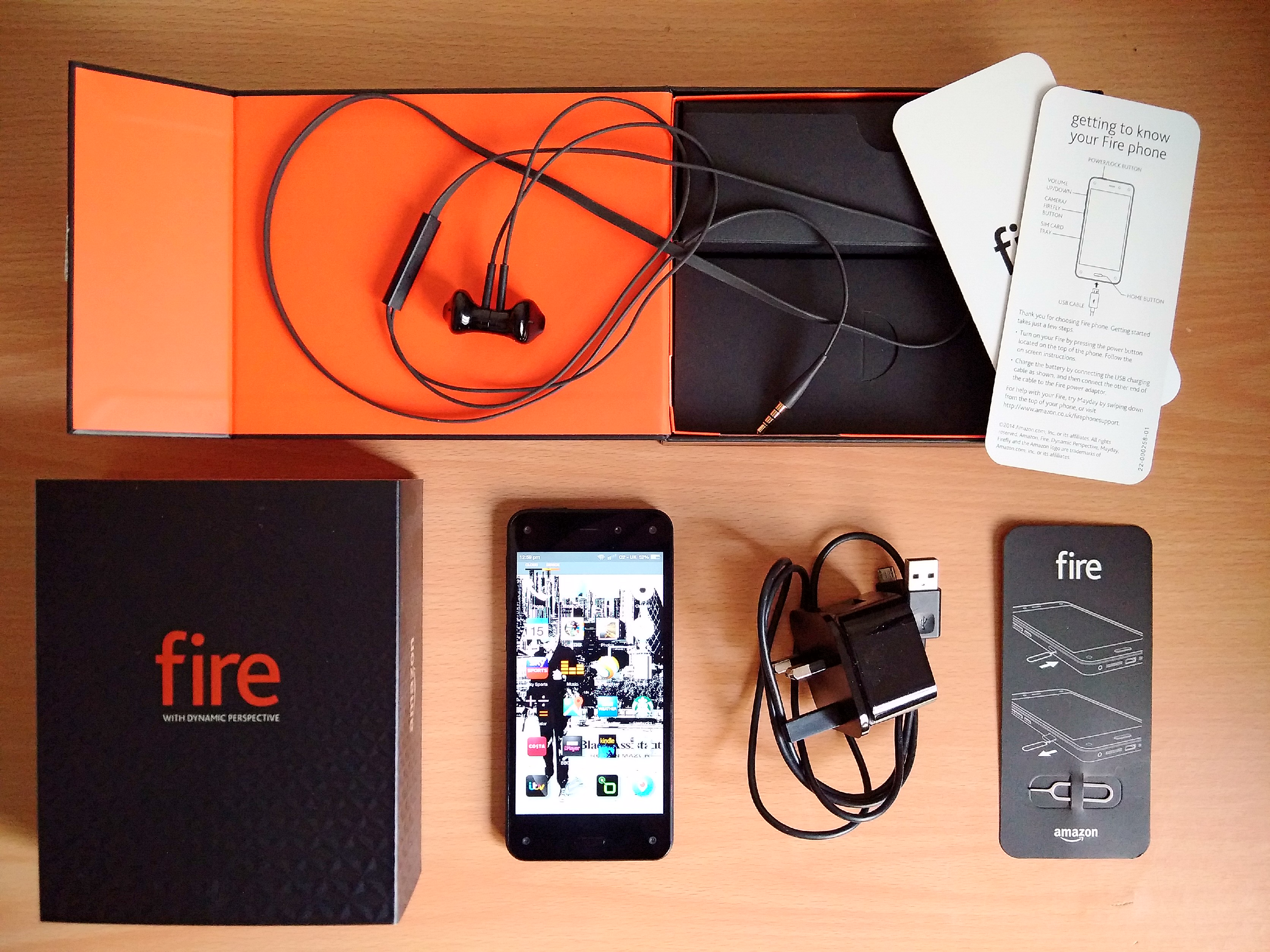
英国の32GBバージョン

Fire Phoneは、4.7インチIPS液晶ゴリラガラス 3偏光タッチスパネルディスプレイ（315 ppi）を使用している。前面にはスクリーンがあり、ディスプレイの下に丸い四角いホームボタンがある。背面には、同じゴリラガラス製で、カメラ、LEDフラッシュ、セカンダリマイクが収納されている。側面は、柔らかいタッチプラスチックでできている。上部には、ロック/電源ボタンと3.5 mmヘッドフォンジャックが存在する。デバイスの左側には陽極酸化アルミニウム製の3つのボタン(2つの音量ボタンとカメラのショートカットボタン)がある。カメラボタンが押されると、カメラアプリが開き、押し続けるとFireflyが開く。底面には、メインマイク、マイクロUSBコネクタポート、およびドルビー・デジタル音声処理のデュアルステレオスピーカーがある。
このスマートフォンは、Snapdragon 800チップをAdreno 330 GPUと2 GBのRAMと組み合わせて使用している。内部ストレージは拡張不可能で、32 GB〜64 GBのオプションがある。背面カメラは、手振れ補正機能とf / 2.0の5素子広開口レンズを備えた13Mp CMOSセンサである。バッテリーは固定式で、容量は2400mAh。Amazonはこれが通話時間22時間、待機時間85時間まで持つと主張している。
製品分解サイトiFixitによれば、ファイアフォンのBOM(部品表)は約205ドルと推定されており、この数字はiPhone 5Sより高く、Samsung Galaxy S5より低かった。

### アクセサリー
スマートフォンにはイヤホンが含まれているが、アマゾンは「絡まない」と主張している。イヤホンの先端を互いに磁気的に取り付けることができ、絡まりを最小にするためにフラットケーブルを有することもできる。これらのイヤホンは、スタンドアロンアクセサリとして別途購入することができる。ファイアフォンには、USBケーブルと電源アダプタ、クイックスタートガイドも付属している。スマートフォンはブラックのみで入手可能だが、同社製のケースがブラック/カイエンレザーまたはブラック/カイエン/シトロン/ブルー/ロイヤルポリウレタンで購入できる。

### オペレーティングシステムとソフトウェア
Kindle Fireタブレットと同様に、ファイアフォンは「Fire OS」というAndroidのフォーク版を使用している。ファイアフォンには、Android 4.2 Jelly Beanに基づいたFire OSのバージョン3.5がプリロードされていた。フォークは、GoogleのデフォルトのUIを、最近アクセスしたコンテンツやアプリ（「ホームカルーセル」と呼ばれる）のメリーゴーラウンドUIに置き換え、Amazonのさまざまなサービスを売り込んだ。ファイアフォンで導入された新しい機能は「アクティブウィジェット」の存在で、最近の活動やアプリに関する情報を示すアイコンの下に表示される。Fire Phoneのプリロードされたアプリケーションには、Amazon Appstore、Amazon Video、Amazon Music、AmazonのSilkブラウザ、Audible Audiobooksなどがある。ファイアフォンはAndroidを使用しているが、Google Playストアはプリインストールされていない。Fire OS 3.6.8時点で、Google PlayとGoogleサービスは簡単にサイドロードできる。Fire OS 3.5.1のアップデートでは、クイックアプリの切り替え（「クイックスイッチ」と呼ばれ、ホームボタンを2回タップしてアクセス）、フォルダ（「App Grid Collections」）、ホーム画面上のアプリケーションの固定、MMSによる高解像度ビデオの送信、バッテリ寿命の向上等が新たに加わった。
Fire Phoneには、3つのパネルのデザインがあり、左パネルには設定が表示され、中央パネルにはアプリケーションのメイン画面が表示され、右パネルには「delights」（アプリ固有の機能）が使用される。記者会見で示された例は音楽アプリだった。メインパネルには音楽再生画面が表示され、左側のパネルにはナビゲーションと設定が表示され、右側のパネルにはライブ曲の歌詞の「delights」が表示される。
4つのフロントカメラとジャイロスコープを使用するファイアフォンは、デバイスの向きに基づいてショートカットを提供する。傾き、回転、覗き見などのアクションを備えた「ダイナミック・パースペクティブ」として市販されており、アクションでユーザーはメニュー/アクセスショートカット、通知の表示、およびクイックアクションのそれぞれを表示できる。これにより、ユーザはファイアフォンを傾けることによってウェブページをスクロールさせたりブック内のページをめくることもできる。
Fire Phoneで撮影した写真は自動的にAmazon Cloud Driveにバックアップされる。Amazonはこのデバイス向けに無制限の写真ストレージを提供している。
MaydayとFireflyもファイアフォンのセールスポイントである。Maydayは、アマゾンのデバイスのユーザーに無料の24時間カスタマーサポートサービスを提供し、ユーザーのデバイスの特定の機能をユーザーに示すために、デバイスへのカスタマーサービスへのアクセスを可能にする。Fireflyはカメラやマイクを使って、Amazonなどから購入できるオブジェクト（メディアなど）を特定したり、有用な情報（アドレスや電話番号など）をスキャンしたりする。アップデートでテキストを翻訳する機能及び有名な芸術作品を特定する機能が追加された。
Fire Phoneは、Fire TV、Xbox、Sony PlayStation 3/4、またはSamsung Smart TVを選択して、Miracast対応デバイスに画面を送信することもできます。第2の画面としても機能することができる。

## 評価

### 批判的な評価
Fire Phoneへの評価は賛否両論だった。レビュワーは、Fireflyとダイナミック・パースペクティブの機能が重要な差別化要因であると判断したが、いくつかの欠点も発見した。そのような欠点には、2013年レベルの技術仕様（Bluetooth LEの欠如を含む）、未開発のOS、その高い価格、およびAT＆Tのネットワークへのデバイスの排他性が含まれていた。ハードウェアもまた二流の評価を受けた：一部はデザインを好んだが、他のレビュワーは厚さと重量だけでなくガラスの耐久性も心配していた。しかし、ヘッドフォンは、ギズモードの少なくとも1人のレビュワーから高評価を得た「すべての安価なヘッドフォンは少なくともこの素晴らしいものでなければならない」
Engadgetのブラッド・モーレンは「Amazonの初のスマートフォンは本質的に悪くはなかったが、購入するためにキャリアやプラットフォームを切り替えるほどのインセンティブはほとんどなかった。ファイアフォンの独特な機能は十分な効用を提供できず、バッテリー寿命とパフォーマンスを犠牲にしてしまっていた 」と述べた。彼らはまた、他のプラットフォームで利用できる頻繁に使用されるアプリケーションの欠如を含む「限られた[Amazon]エコシステム」を批判した。レビュワーは電話に100のうち70の最終評価を与えた。
Re / codeのウォルト・モスバーグは、Fire Phoneは「会社のエコシステムに多額の投資をしている人には最適だ」と述べたが、アップルとサムスンの上のトップに立つために、Amazonはもっとうまくやる必要がある」と述べた。
The Vergeのデイビット・ピアースは、ファイアフォンに10のうち5.9を与えた。ファイアフォンの写真撮影能力、「堅実な」バッテリー寿命、「ダイナミック・パースペクティブやFireflyのようなクールなアイデア」を賞賛したが、混乱を招くインターフェース、面白みのないデザイン、Fireflyの精度の低さ、ファイアフォンの商業主義が主な欠点だったとした。彼は「Amazonの最初のスマートフォンは、その部品の合計よりもはるかに少ないパッケージで、面白いアイデアのシリーズだ」と締めくくった。
ニューヨークタイムズのファルハド・マンジューはファイアフォンを 「パインさんの紫色の家」（この家では名祖のキャラクターが自分の家を他人のより目立たせるために紫色に塗りつぶしている）と比較し、「Amazonは素敵で堅実な白い家を建てた。もしあなたがすべての紫色を無視することができれば、その中に住むのが大好きになるだろう」と述べた。これは、ダイナミックなパースペクティブを含むファイアフォンの「表面的な特徴」や「上辺だけの衝動」に言及している。彼はまた、ファイアフォンの外観を批判し、「完成した製品というよりプロトタイプのように見える」と批判した。The Vergeとは違って、New York Timesはインターフェースが「比較的ナビゲートしやすい」と感じたと述べた。
ウォール・ストリート・ジャーナルのジェフリー・ファウラーは、スマートフォン市場には新しいアイデアが必要だと言って、Amazonによる「巨人を混乱させる可能性のある進出の試み」を称賛した。まったく同じように、レビュワーはファイアフォンの機能を「9歳の成長した子供が自転車に手放しで乗る」ように現実ではあまり使われないギミックと比較した。彼はまた、電池が一度も丸一日持続しないと主張している。これは「電話の主要な罪」だとした。
ZDNetのザック・ウィテッカーは、Fire Phoneを2通り表現した。乗り物酔いを誘発または最高の落とし穴があるデバイスであったが素晴らしい可能性を秘めているとした。他のレビュワーとは違って、彼はファイアフォンが「美しく建てられた」と「持ちやすい」と感じた。一方、ダイナミック・パースペクティブは、彼を乗り物酔いにさせ、テキストを読みにくくさせた。彼はファイアフォンには強力なハードウェアが搭載されていたが、ソフトウェアによって失われたと結論付けた。ZDNetの作者でもあるジェームズ・ケンドリックは「Fire OSの機能で、デバイスをすごく使いやすいものにするのは、ホーム画面の上部に向かう大きなメリーゴーラウンドだ。（..）Fire OSは、iOSと同様にOSのパワーが隠されているが、露出しているのは、Amazonのデバイスを快適に使いやすくするためのOSの一部である。これが、Fire OSがスマートフォンやタブレットユーザーの多数を占めるAndroidより優れている理由だ」と述べている。
ファイヤーフォンは、グリーンピースから最も汚染されたスマートフォンと呼ばれている。グリーンピースは、Amazonのサーバーが再生不可能なエネルギー源によって動かされていると主張している。アマゾンはこれらの主張に異議を唱え、グリーンピースのデーターは不正確でミスリーディングだとして対抗した。これが原因でグリーンピースの活動家および/またはその支持者が抗議の一形態として、Amazonのウェブサイトに多数の星1つのレビューがつけられた。
技術レビュワーとインターネットセレブリティのマーケス・ブラウンリーは、Smartphone Awardsのビデオでファイアフォンが「最優秀失敗作」だとし、「..それは本当に良いスマートフォンではなかったし、人々がそれを買う本当の理由もなかった（..）それは本当に何も起こっていない」と述べた。
ジェフ・べゾスは、Business Insiderの2014年イグニッション会議でFire Phoneの大失敗をについて尋ねられた時、「大胆な賭け」だったと述べ製品を擁護しており、同社は関連性を維持するためにこのような賭けをしなければならなかったと述べた。彼はそれを正しいものにする前に「多くの反復が必要」および「何年も」とも述べ、電子ブックリーダーのKindleラインと比較した。

### 商業的な評価
ファイヤーフォンは2週間後に売り上げが急落する前は、Amazon.comの「ベストセラー」リストの1位を占めていた。Amazonの株式は、Fire Phoneの開発による損失の増加により、AT＆Tでのファイアフォンの発売の1日前の2014年7月24日より10％減少した。2014年7月25日、一部のAT&T店舗では全く売れていないと報告したが、AT＆Tのいくつかの店舗では客足の増加とファイアフォンへの関心が高まりを経験した。Amazonはまだこのデバイスの正式な売上高を発表していない。
広告会社であるChitika Insightsによると、2014年7月25日から8月14日（デバイスのリリース後20日）の広告インプレッションを分析すると、米国とカナダのスマートフォン市場の約0.02％を構成した。デバイスの使用シェアは「安定していたが、比較的平坦」であった。ガーディアンは、ComScoreとChitikaのデータに基づいて後で推定し、最初の20日間に3万5000台を超えるファイアフォンは販売されなかったと主張した。2014年9月、ニューヨーク・タイムズ紙は、売り上げが「陰鬱」で、「アナリストはアマゾンが数万台のファイアフォンを販売しただけと述べた」と報じた。
2014年10月、第3四半期の決算発表時にAmazonは、Fire Phoneに関連するコストのために1億7000万ドルのヒットを出し、8300万ドル以上のファイアフォンの在庫があると述べているが、これがどのように第4四半期の予測に影響を与えるかについてはコメントを拒否した。同社のCFOであるトム・スクータックは、当初の価格戦略が高すぎたことは、消費者レビューでの製品の悪評価の理由であると指摘した。

## モデル
| 世代 (Fire phoneを含む) | 世代 (Fire phoneを含む) | 第１世代 (2014)                          |
| モデル                  | モデル                  | Fire Phone                               |
| ----------------------- | ----------------------- | ---------------------------------------- |
| 発売日                  | 発売日                  | 2014年7月                                |
| 状況                    | 状況                    | 終了                                     |
| OS                      | OS                      | Fire OS 3.5、後にFire OS 4にアップデート |
| システムバージョン      | システムバージョン      | 4.6.6.1                                  |
| 画面                    | サイズ(対角線)          | 4.7 in (12 cm)                           |
| 画面                    | 解像度                  | 1280 × 720                               |
| 画面                    | 密度                    | 312 ppi                                  |
| CPU                     | メーカー                | Qualcomm                                 |
| CPU                     | 種類                    | Quad-core Snapdragon                     |
| CPU                     | モデル                  | 800                                      |
| CPU                     | コア                    | 4x Krait 400 @ 2.2 GHz                   |
| CPU                     | 幅                      | 32-bit                                   |
| GPU                     | 設計者                  | Qualcomm                                 |
| GPU                     | 種類                    | Adreno                                   |
| GPU                     | モデル                  | 330                                      |
| GPU                     | クロック                | 450 MHz                                  |
| RAM                     | RAM                     | 2 GiB                                    |
| ストレージ              | 内部                    | 32 GB or 64 GB                           |
| ストレージ              | 外部                    | N/A                                      |
| カメラ                  | 背面                    | 1300万画素                               |
| カメラ                  | 前面                    | 4つのカメラ、計210万画素                 |
| マイク                  | マイク                  | 3                                        |
| Bluetooth               | Bluetooth               | Bluetooth 4.0(LE) + EDR                  |
| 無線                    | Wi-Fi                   | デュアルバンド 802.11 a/b/g/n/ac         |
| 無線                    | セルラー                | 4G LTE                                   |
| 位置情報                | 位置情報                | GPS、aGPS、GLONASSと Wi-Fiベース         |
| 近接                    | 近接                    | あり                                     |
| コンパス                |                         | あり                                     |
| 光センサー              |                         | あり                                     |
| 加速度センサー          |                         | あり                                     |
| ジャイロスコープ        |                         | あり                                     |
| バロメーター            |                         | あり                                     |
| 重量                    | 重量                    | 160 g (5.64 oz)                          |
| 面積                    | 面積                    | 139.2 mm × 66.5 mm × 8.9 mm              |
| バッテリー              | バッテリー              | 2400 mAh                                 |